# Monaco Monte-Carlo
Monaco Monte-Carlo (franska: Gare de Monaco-Monte-Carlo är en underjordisk järnvägsstation i Monaco på gränsen till Frankrike som trafikeras av franska 
SNCF på linjen mellan Marseille och Ventimiglia. Den öppnade den 7 december 1999, som ersättning för en station ovan jord 
med samma namn, och är furstendömets enda järnvägsstation.

## Bakgrund
Den första järnvägsstationen i Monaco, Gare de Monaco, öppnade år 1868 i La Condamine och året efter öppnade ytterligare en station, Gare de Monte-Carlo under kasinot i Monte Carlo. Stationen stängdes år 1965 efter att järnvägen hade fått en ny sträckning och delvis lagts i en tunnel och den kvarvarande stationen fick sitt nuvarande namn.
I början av 1990-talet beslöt man att lägga hela järnvägen i en tunnel så att området kunde användas till andra ändamål. Projektet började år 1993 och avslutades sex år senare.